# バレーボールギリシャ男子代表
バレーボールギリシャ男子代表は、バレーボールの国際大会で編成されるギリシャの男子バレーボールナショナルチームである。

## 歴史
1951年に国際バレーボール連盟へ加盟。初出場の1967年欧州選手権は出場国中最下位の20位であった。1980年代に入り、1986年世界選手権に初出場を果たすと、翌1987年欧州選手権でチーム最高位の3位入賞を果たした。
1990年に国内リーグが現行のギリシャA1リーグとなり、欧州屈指のプロリーグとして盛んになるにつれて外国人監督を招聘したナショナルチームも強化が進み、初の開催国を務めた1994年世界選手権では地元の大声援を受けて6位入賞。
2004年アテネオリンピックは初出場ながら5位と健闘を見せ、2005年欧州選手権でも1987年の3位に次ぐ6位と好成績を収めた。しかし、その後は低迷し、1994年から連続出場していた世界選手権は2010年世界選手権大陸予選2次ラウンドで敗退し、20年ぶりに出場権を失った。
2010年1月、JTサンダーズを2年間率いたゴードン・メイフォースが代表監督に就任。チームの再建を目指したが、2011年欧州選手権予選3次ラウンド・プレーオフでトルコに2連敗を喫し、2001年大会以来10年ぶりに欧州選手権の出場権も失う結果となった。

## 過去の成績

### オリンピックの成績
- 1996年 - 最終予選敗退
- 2000年 - 予選敗退
- 2004年 - 5位
- 2008年 - 不出場

### 世界選手権の成績
1949年から1982年まで出場なし
| - 1986年 - 13位 - 1990年 - 不出場 - 1994年 - 6位 - 1998年 - 14位 - 2002年 - 7位 - 2006年 - 17位 | - 2010年 - 欧州予選敗退 |  |

### 欧州選手権の成績
| - 1967年 - 20位 - 1971年 - 18位 - 1979年 - 12位 - 1983年 - 9位 - 1985年 - 7位 - 1987年 - 3位 | - 1989年 - 10位 - 1991年 - 11位 - 1995年 - 7位 - 1997年 - 11位 - 2001年 - 予選敗退 - 2003年 - 10位 | - 2005年 - 6位 - 2007年 - 13位 - 2009年 - 8位 - 2011年 - 予選敗退 |